# Rajaveliya
Rajaveliya (Lignée des rois) est une ancienne chronique du Sri Lanka qui contient l'histoire allant du roi Vijaya au roi Vimaladharmasuriya I. C'est la seule chronique qui contient une histoire continue du Sri Lanka écrite en singhalais.